# Андрейків Віталій Миколайович
Віталій Андрейків (нар. 3 січня 1996, Львів, Україна) — український хокеїст, захисник ХК «Заглембє» (Сосновець).

## Життєпис
Віталій Андрейків народився 3 січня 1996 року в Львові. Вихованець черєповецької школи хокею.

## Спортивна кар'єра
Клубна кар'єра
Виступав за молодіжку ХК «Сєвєрсталь» та ХК «Форвард» (Санкт-Петербург) в Росії. У 2013 перейшов у ХК «Молода Гвардія» — фарм-клуб ХК «Донбас» (Донецьк), яка виступала у Молодіжній Хокейній Лізі.
По закінченню сезону 2013—2014 перейшов у Польську Екстралігу в ХК «Полонія» (Битом), за який виступав у сезоні 2014–2015. У сезоні 2015–2016 виступав за ХК «Заглемб'є» (Сосновець).
У лютому 2016 року Віталій Андрейків повернувся в Україну, де виступав за ХК «Кременчук» (Кременчук).
У сезоні 2016—2017 виступав за ХК «Кристал» (Саратов), з яким підписав пробний контракт. Через відсутність необхідного фінансування ХК «Кристал» знявся з Вищої хокейної ліги, а Віталій Андрейків повернувся в Україну, де продовжив виступав за ХК «Кременчук» (Кременчук) в Українській Хокейній Лізі.
Після введення вікових обмежень в Українській Хокейній Лізі, Віталій Андрейків у 2017 році підписав контракт з казахським ХК «Кулаґер» (Петропавловськ).
Міжнародна кар'єра
Віталій Андрейків зіграв п'ять матчів за Національну збірну України на переможному Чемпіонаті світу у Дивізіоні IB, провів три поєдинки олімпійського кваліфікаційного турніру. Виступав за молодіжну збірну України U-20 (2014, 2015 та 2016 роках) та юніорську збірну Україна U-18 (2013 та 2014 роках).

## Спортивні здобутки
- Бронза Чемпіонату України 2015—2016
- Срібло Чемпіонату України 2016—2017
- Кубок Республіки Казахстан 2017